# Jagucio
Jagucio (árabe: يَغُوثَ) fue una divinidad adorada en la Arabia preislámica, mencionada en el Corán (71:23) durante la época del profeta Noé. Su nombre significa "aquel que auxilia".